# Electrophaes glaucata
Electrophaes glaucata är en fjärilsart som beskrevs av Meves 1914. Electrophaes glaucata ingår i släktet Electrophaes och familjen mätare. Inga underarter finns listade i Catalogue of Life.